# Німан (хокейний клуб)
Хокейний клуб «Німан-Гродно» (біл. ХК Нёман Гродна) — хокейний клуб з м. Гродна, Білорусь. Заснований 1988 року. Виступає в Білоруській Екстралізі.

## Досягнення

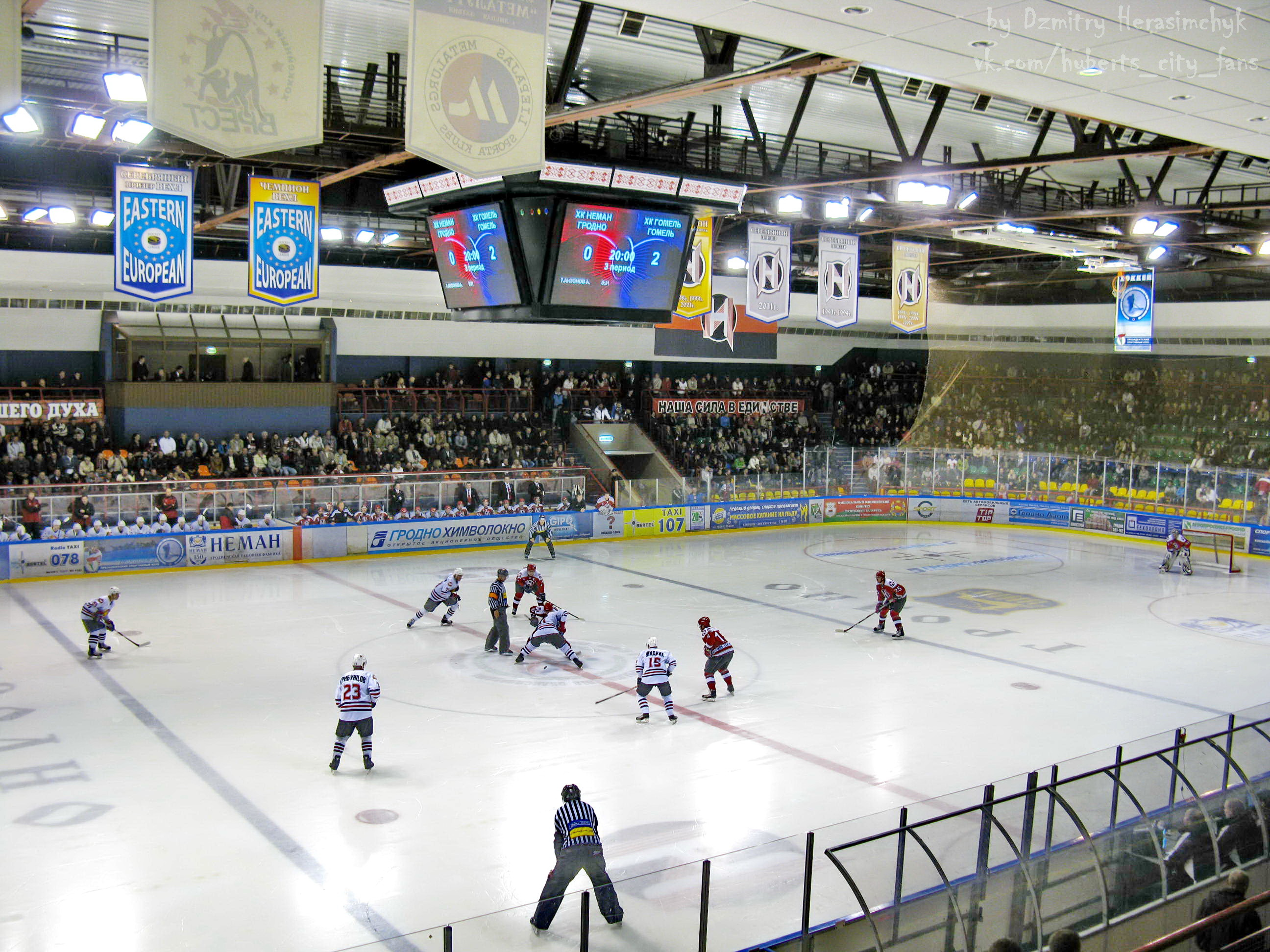
Льодовий палац у Гродні

- Володар Континентального кубка (1): 2015[en]
- Чемпіон СЄХЛ (1996), срібний призер (1998, 1999, 2001).
- Чемпіон Білорусі: 7 разів — 1998, 1999, 2001, 2013, 2014, 2017, 2018; 
  - срібний призер: 5 разів — 1993, 1994, 2011, 2012, 2019;
  - бронзовий призер 6 разів — 1995, 1996, 1997, 2000, 2002, 2020.
- Володар Кубка Білорусі 3 рази — 2015, 2017, 2019.

## Історія
У 1988 році на базі двох команд ШВСМ (Гродно) і СКІФ-ШВСМ (Мінськ) був створений «Прогрес-ШВСМ». Генеральним спонсором нового хокейного клубу став колгосп-комбінат «Прогрес» Гродненського району (голова Олександр Дубко). Головним тренером призначений Анатолій Варивончик. Команда почала виступати в 2 лізі Західної зони чемпіонату СРСР, де посіла перше місце. В 1991 році команда змінила назву на «Німан».
В 1993у році «Німан» стартував в національній першості країни. 13 березня 1993 року у Льодовому палаці спорту відбулась перша домашня гра гродненської команди.
У 1998 році хокейний клуб «Німан» вперше виграв золоті медалі чемпіонату Республіки Білорусь.
У 1999 і 2001 роках «Німан» ще двічі став чемпіоном країни.
З 2002 року в Гродно проводиться Міжнародний хокейний турнір пам'яті Олександра Дубка.
21 квітня 2020 року в системі клубу визнали, що 23 хокеїсти захворіли на коронавірус.